# Нижние Тарханы
Ни́жние Тарха́ны (тат. Түбән Тархан) — село в Тетюшском районе Республики Татарстан, в составе Большетарханского сельского поселения.

## Этимология
Топоним произошёл от татарского слова «түбән» (нижний) и названия сословия «тархан».

## География
Село находится на реке Тарханка, в 36 км к юго-западу от города Тетюши. 

## История
Основано в первой половине XVII века. В дореволюционных источниках упоминается также как Малые Тарханы. 
В XVIII — первой половине XIX веков жители относились к категории государственных и удельных (до 1797 года — дворцовые) крестьян; выполняли лашманскую повинность. Занимались земледелием, разведением скота. 
В «Списке населенных мест по сведениям 1859 года», изданном в 1863 году, населённый пункт упомянут как лашманская деревня Малые Тарханы 1-го стана Симбирского уезда Симбирской губернии. Располагалась при речке Тарханке, по левую сторону просёлочного тракта из Симбирска в Тетюши, в 60 верстах от губернского города Симбирска и в 40 верстах от становой квартиры во владельческом селе Шумовка. В деревне в 87 дворах жили 793 человека (392 мужчины и 401 женщина). Была мечеть.
В начале XX века здесь функционировали 2 мечети, медресе. В этот период земельный надел сельской общины составлял 1295,7 десятины. 
До 1920 года село входило в Больше-Тархановскую волость Симбирского уезда Симбирской губернии. С 1920 года в составе Буинского кантона ТАССР. С 10 августа 1930 года в Тетюшском, с 4 августа 1938 года в Больше-Тарханском, с 12 октября 1959 года в Тетюшском районах.

## Население
| 1859 | 1897 | 1913 | 1920 | 1926 | 1938 | 1949 | 1958 | 1970 | 1979 | 1989 | 2002 | 2010 | 2015 |
| ---- | ---- | ---- | ---- | ---- | ---- | ---- | ---- | ---- | ---- | ---- | ---- | ---- | ---- |
| 793  | 951  | 1200 | 1215 | 1105 | 847  | 613  | 615  | 569  | 441  | 313  | 241  | 195  | 175  |

Национальный состав села: татары.

## Экономика
Жители занимаются полеводством, молочным скотоводством.

## Инфраструктура
Фельдшерско-акушерский пункт, клуб.

## Религия
Мечеть.